# Von Tanz, Musik und andern schönen Dingen

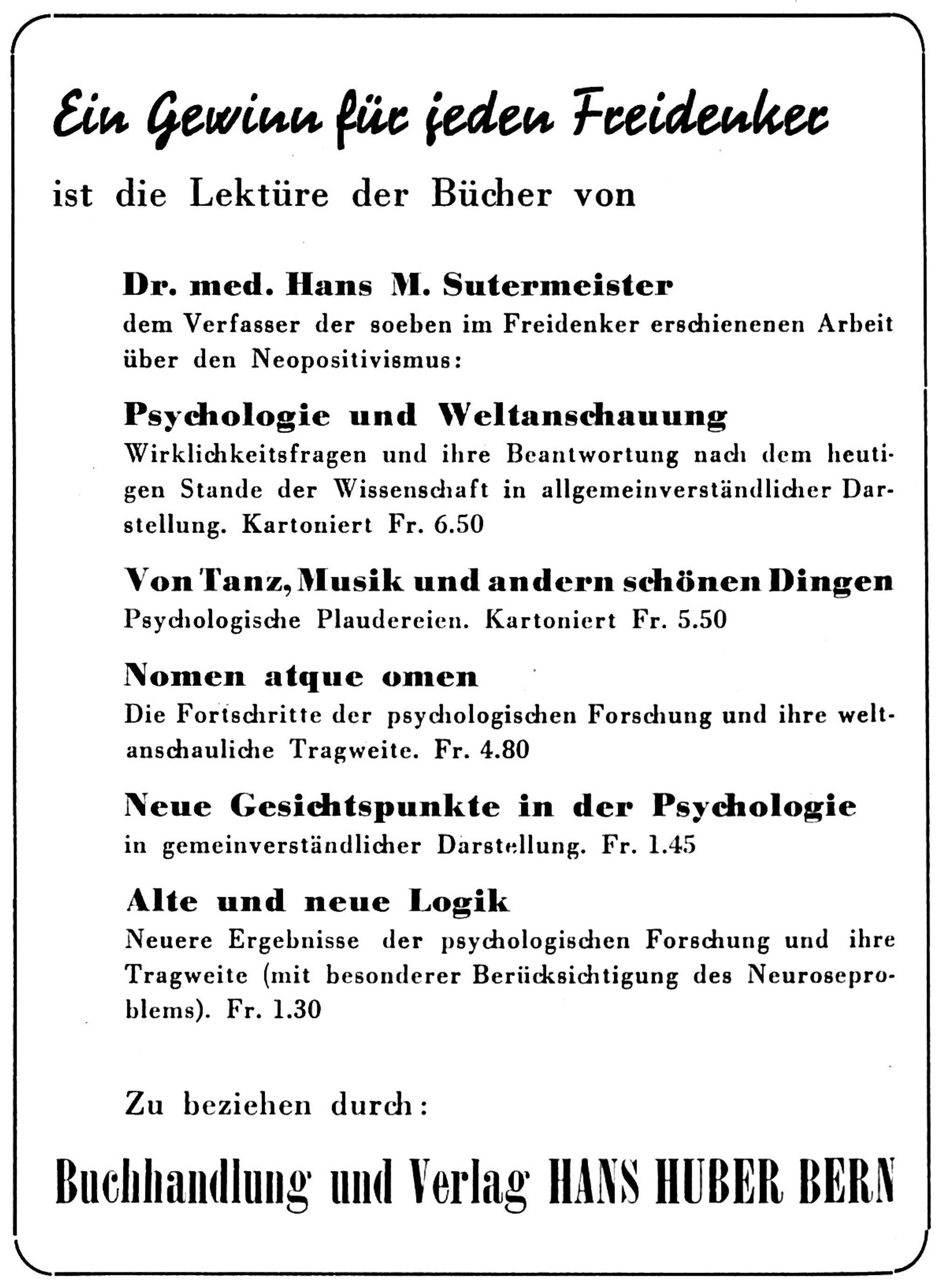
Anzeige des Hans Huber Verlags im Organ der Freidenker-Vereinigung der Schweiz, 1945

Von Tanz, Musik und andern schönen Dingen: psychologische Plaudereien ist ein Buch von Hans Martin Sutermeister. Das populärwissenschaftliche Werk erschien 1944 im Hans Huber Verlag in Bern. Das Buch analysiert die psychologischen Grundlagen von Kunst, Musik, Tanz und Kultur. Es plädiert für eine objektive, behaviouristische Herangehensweise, die auf beobachtbarem Verhalten basiert. Tanz und Jazz werden als Ausdrucksformen menschlicher Emotionen und als Gegengewicht zur Intellektualisierung des modernen Lebens beschrieben, die Erholung und emotionale Balance fördern. Das Ornament, die Mode und literarische Formen wie Poesie und Prosa werden als Spiegel menschlicher Bedürfnisse nach Struktur, Rhythmus und Ausdruck untersucht. Sutermeister betont, dass Kunst und Kultur essentielle psychologische Funktionen erfüllen, die eine wissenschaftliche Erforschung verdienen.

## Inhalt

### Kapitel I: «Prolegomena – Der Behaviourismus als Forschungsprinzip»
Das Buch beginnt mit einer theoretischen Einführung in den Behaviourismus, eine wissenschaftliche Methode, die auf die objektive Beobachtung menschlichen Verhaltens fokussiert ist. Sutermeister stellt heraus, dass diese Methode vor allem durch die Arbeiten von Wissenschaftlern wie Thorndike und Watson populär wurde. Der Behaviourismus betont, dass psychologische Forschung nur auf das beobachtbare Verhalten (den sogenannten behaviour) beschränkt sein sollte. Subjektive Methoden wie Introspektion werden als ungenau und unzuverlässig kritisiert. Die objektive Methodik, so argumentiert Sutermeister, ermöglicht eine wissenschaftlichere und verlässlichere Untersuchung psychologischer Phänomene. Besonders wichtig ist die Unterscheidung zwischen der bewussten Rinde des Gehirns und den unbewussten Funktionen des Hirnstamms, die tiefere Einblicke in menschliches Verhalten ermöglichen. Die Entwicklung von der «Selbstbeobachtung» hin zur «Fremdbeobachtung» wird als wesentlicher Fortschritt in der Psychologie dargestellt, da sie zu einer allgemein gültigen und überprüfbaren Wissenschaft beiträgt.

### Kapitel II: «Psychologie des Tanzes»
Der Tanz wird als grundlegende Ausdrucksform menschlicher Emotionen analysiert. Sutermeister zeigt, dass rhythmische Bewegungen oft als unwillkürliche Reaktion auf starke Gefühle entstehen. Kinder und «primitive Kulturen» zeigen diese Verbindung besonders deutlich, da bei ihnen Tanz und Musik oft nahtlos zusammenwirken. Der Tanz wird dabei nicht nur als ästhetische Kunstform, sondern auch als biologischer Mechanismus zur Stressbewältigung betrachtet. In der Entwicklungsgeschichte des Tanzes sieht Sutermeister eine fortschreitende Verfeinerung: Von archaischen Jagd- und Kriegstänzen über religiöse Rituale bis hin zu den eleganten Gesellschaftstänzen der Moderne. Besondere Aufmerksamkeit widmet er dem erotischen Aspekt vieler Tanzformen, der sich bis heute in Tänzen wie der Rumba oder dem Tango widerspiegelt. Tanz wird auch als sozial verbindendes Element beschrieben, das Menschen auf emotionaler Ebene miteinander verbindet.

### Kapitel III: «Der ‹Jazz› – musikwissenschaftlich gesehen»
Der Jazz wird als revolutionäre Musikform analysiert, die mit traditionellen europäischen Musikstandards bricht. Sutermeister beschreibt die Ursprünge des Jazz in der afroamerikanischen Kultur, insbesondere in den Negro Spirituals und Blues-Liedern, die von den Baumwollplantagen der US-Südstaaten stammen. Der Jazz zeichnet sich durch seine betonte Rhythmik, Improvisation und affektive Wirkung aus. Sutermeister hebt hervor, dass der Jazz als «Erholungsregression» dient – eine Art Rückkehr zu ursprünglicher, körperbetonter Freude, die einen Gegenpol zur zunehmenden Rationalisierung und Intellektualisierung des modernen Lebens bildet. Der Jazz kombiniert rhythmische Präzision mit affektiven Elementen wie Synkopierung und Blue Notes, die für einen spannenden Wechsel zwischen Spannung und Entspannung sorgen. Der Autor beschreibt auch den wachsenden Einfluss des Jazz auf die Populärkultur und seine Verbreitung von Amerika nach Europa.

### Kapitel IV: «Lob des Wildwestfilms»
In diesem Kapitel widmet sich Sutermeister der Bedeutung des Wildwestfilms als kulturelles Phänomen. Diese Filme bieten einfache, archetypische Geschichten, die universelle menschliche Konflikte und Werte ansprechen. Für den Zuschauer wirken sie wie moderne Märchen, die Unterhaltung und Eskapismus bieten. Dabei betont der Autor, dass solche Filme oft tieferliegende psychologische Bedürfnisse befriedigen, wie den Wunsch nach Heldenfiguren und einfachen Lösungen.

### Kapitel V: «Das Ornament»
Das Ornament wird als elementares Gestaltungsmittel in der Kunst analysiert. Sutermeister zeigt, dass Ornamente in verschiedenen Kulturen als Ausdruck eines grundlegenden menschlichen Bedürfnisses nach Struktur und Rhythmus dienen. Er untersucht die Entwicklung des Ornaments von primitiven Mustern bis hin zu komplexen Stilrichtungen wie der gotischen Architektur oder dem Jugendstil. Dabei hebt er hervor, wie Ornamente die menschliche Psyche ansprechen und eine beruhigende, harmonisierende Wirkung haben können.

### Kapitel VI: «Modepsychologie»
In diesem Kapitel untersucht Sutermeister die Psychologie der Mode. Er argumentiert, dass Mode weit mehr ist als ein Mittel zur Kleiderwahl; sie spiegelt gesellschaftliche Werte, kulturelle Trends und individuelle Bedürfnisse wider. Der Wechsel von Trends wird als kollektiver Ausdruck von Wandel und Anpassung interpretiert. Kleidung wird auch als Mittel der Kommunikation betrachtet, das soziale Zugehörigkeit, Status und Persönlichkeit signalisiert.

### Kapitel VII: «Poesie oder Prosa?»
Hier vergleicht der Autor die psychologischen Wirkungen von Poesie und Prosa. Er argumentiert, dass Poesie durch ihren Rhythmus und ihre sprachliche Verdichtung eine unmittelbare emotionale Wirkung erzielt, während Prosa eher intellektuelle Prozesse anspricht. Sutermeister geht auf die Bedeutung von Sprache, Klang und Stil ein und zeigt, wie diese Elemente genutzt werden können, um spezifische emotionale und kognitive Reaktionen hervorzurufen.

### Kapitel VIII: «Zusammenfassung und Schlussthese»
Zum Abschluss fasst Sutermeister die zentralen Ideen des Buches zusammen. Er betont, dass Tanz, Musik, Kunst und Mode mehr als blosse ästhetische Phänomene sind; sie haben tiefgreifende psychologische Funktionen und sind Ausdruck grundlegender menschlicher Bedürfnisse. Sutermeister plädiert für eine Psychologie, die diese kulturellen Ausdrucksformen ernst nimmt und wissenschaftlich untersucht. Er schliesst mit der Hoffnung, dass eine objektive, naturwissenschaftlich fundierte Psychologie helfen kann, die kulturellen und emotionalen Bedürfnisse der Menschheit besser zu verstehen und zu fördern.

## Rezeption
Der Freidenker schrieb: «Diese psychologischen Plaudereien sind nicht nur unterhaltsam, sondern gleichzeitig auch sehr lehrreich. Ein echter Sutermeister. Wer eine seiner Schriften gelesen hat, der wird auch freudig zu dieser neuesten greifen.»
Der Zürcher Student schrieb, Sutermeister beleuchte auf originelle Weise psychologische Probleme und Thesen durch scheinbar triviale Themen wie Ornament, Mode und Tanz. Ausgehend von der Theorie, dass die menschliche Psyche aus Unbewusstem und Bewusstem bestehe, ergänze er diese Perspektiven in Wechselwirkung. Besonders hervorzuheben sei das Kapitel «Lob des Wildwestfilms», in dem er die Beliebtheit dieser Filme durch ihre erholende, abreaktive Wirkung erkläre, wodurch sie als kulturell wertvoller wahrgenommen werden könnten.
In der Schweizer Erziehungs-Rundschau stand, das Buch analysiere die menschliche Psyche rein naturwissenschaftlich und beschreibe sie als aufgeteilt in Hirnstamm (Unbewusstes) und Hirnrinde (Bewusstes). Es beleuchte die Auswirkungen der modernen Lebensweise auf diese Zonen, insbesondere die wachsende Zerebration im Berufsleben und die Regression in die Stammzone zur Erholung, was sich in Kunst und Kultur äussere. Moderne Kunstrichtungen wie Jazz, Ornamentik und Film würden als Ausdruck dieser Regression betrachtet, während die Literatur zunehmend zerebraler werde. Kunst werde primär als «Erholungskunst» verstanden, ohne tiefere Bedeutung. Sutermeister postuliere eine individualistische Ethik, abgeleitet aus der Selbsterhaltung, und sehe die Befreiung des Individuums durch wirtschaftlich-politischen Kollektivismus. Er plädiere für eine Entwicklung der Menschheit von Angst zu Lachen, von Pathos zu Ironie, wobei er Pessimismus als unvermeidliche Begleiterscheinung ansehe. Das Werk rege dazu an, die Bedeutung von Kunst, Religion und Sinnfragen neu zu reflektieren, lasse jedoch Raum für Kritik und gemischte Gefühle. Es fordere zur Auseinandersetzung mit existenziellen und kulturellen Fragen auf, auch wenn es selbst keine abschliessenden Antworten liefere.
Billboard schrieb 1948, Swing-Musik sei gemäss Sutermeister erholsam. Sutermeisters Erklärung sei, dass das Gehirn ermüde, wenn es zu stark beansprucht würde, etwa durch das Lernen neuer Fakten. Sowohl Studenten als auch Geschäftsleute könnten von Swing-Musik profitieren, da sie dem Gehirn ermögliche, sich zu entspannen und zu einfacheren, ursprünglicheren Denk- und Gefühlsformen zurückzukehren. Swing-Musik werde als «primitiv» beschrieben und sei daher genau das Richtige, um ein müdes Gehirn zu erholen.

## Ausgabe
- Hans Martin Sutermeister: Von Tanz, Musik und andern schönen Dingen: psychologische Plaudereien. Hans Huber Verlag, Bern 1944 (Volltext in e-Helvetica).